# Kreuzerhöhung

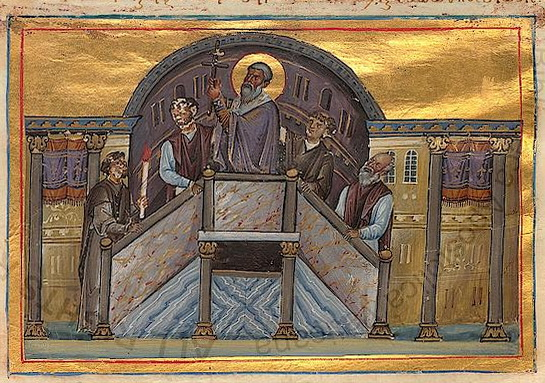
Liturgische Kreuzerhöhung (14. September), byzantinische Buchmalerei, Cod. Vat. gr. 1613 (Menologion Basileios’ II.), 11. Jh.

Kreuzerhöhung oder Fest der Erhöhung des Heiligen Kreuzes (lateinisch [Festum] in exaltatione sanctae Crucis) ist der Name eines Festes, das im Kirchenjahr der römisch-katholischen Kirche, der assyrischen und chaldäischen sowie der orthodoxen Kirchen am 14. September gefeiert wird. Die armenische Kirche und protestantische Gemeinschaften begehen es mit einem Gedenktag.

## Geschichte

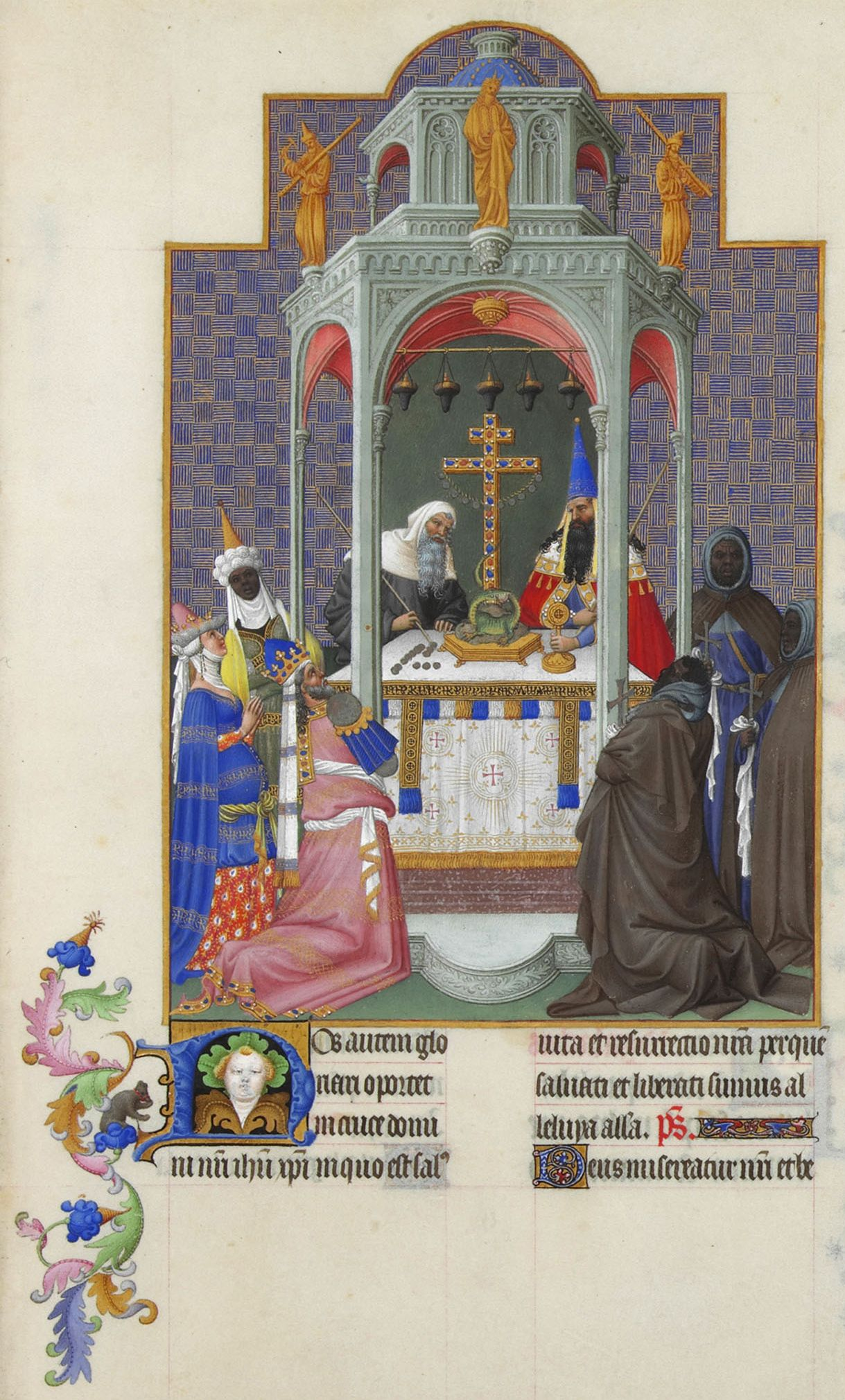
Verehrung eines Prunkkreuzes; Les Très Riches Heures du duc de Berry (1412/16), Folio 193r

Der Ursprung dieses Festes liegt in der jährlichen Festoktav der Weihe der von Kaiser Konstantin beauftragten Kirchenanlage in Jerusalem an der Stätte, die als Ort von Kreuzigung und Grablegung Christi verehrt wird, der so genannten Grabeskirche. Diese aufwendig gestaltete Feier verbindet sich früh mit dem Gedächtnis der wunderbaren Auffindung des Wahren Kreuzes Christi, die der Legende nach der Kaisermutter Helena zu verdanken sei. Das „Wahre Kreuz“ wurde alljährlich jeweils am 14. September dem gläubigen Volk hocherhoben gezeigt und von diesem mit Akklamationen verehrt. Daneben gab es in Jerusalem jeweils am Karfreitag die Möglichkeit einer individuellen Verehrung der dort verwahrten Reliquie des „Wahren Kreuzes“ durch die Gläubigen, de facto offenbar nur ein größeres Stück, das in einem Reliquienkasten aufbewahrt werden konnte. Mit der Zeit trat in Jerusalem das Gedächtnis der Kirchweihe gegenüber der Zeigung („Erhöhung“) und gemeindlichen Verehrung der Kreuzreliquie zurück. Mit der schon Mitte des 4. Jahrhunderts vielfach zu beobachtenden geradezu weltweiten Verbreitung von Kreuzreliquien wurde das Jerusalemer Zeremoniell auch anderenorts in Ost und West, so im Byzantinischen Ritus, nachgeahmt, zum Teil unter Ersetzung der Reliquien (Kreuzpartikel) durch nicht selten prunkvoll gestaltete (daher in der Fastenzeit verhüllte) Nachbildungen des Kreuzes. Dabei kam es teilweise zu einer Verbindung von Kreuzerhöhung und individueller Verehrung, wie es bis heute in der katholischen Karfreitagsliturgie geschieht.

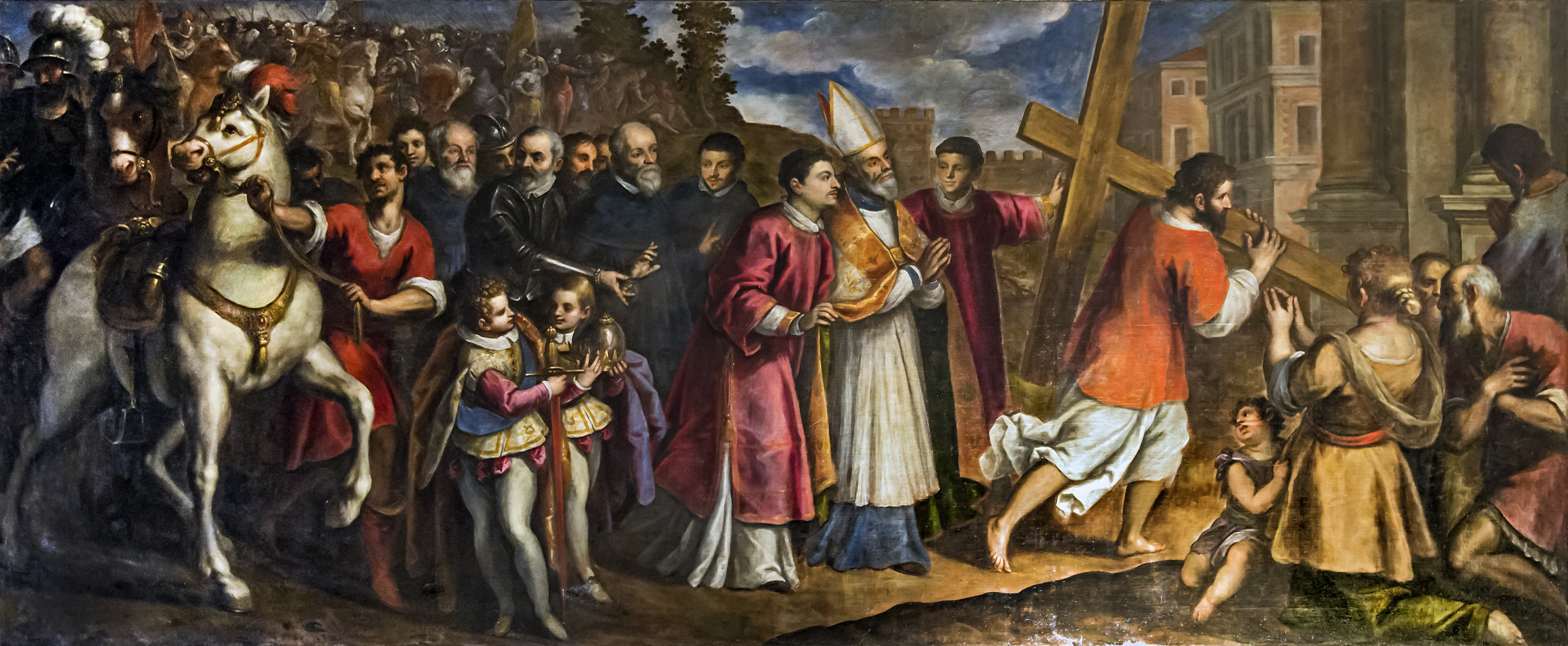
Kaiser Heraklius bringt das Kreuz nach Golgatha, von Jacopo Palma dem Jüngeren, Kirche Santa Maria Assunta, in Venedig, um 1620–1625

Im Jahre 614 fielen die Truppen des Perserkönigs Chosrau II. in Jerusalem ein. Das Kreuzholz in einem silbernen Kreuzreliquiar wurde zusammen mit Patriarch Zacharias in die Königsstadt Ktesiphon, in der Nähe des heutigen Bagdad, verschleppt. Das Kreuz wurde aber wenige Jahre darauf durch den Sieg des oströmischen Kaisers Herakleios über die Perser zurückgewonnen. 628 brachte der Kaiser das Kreuz zunächst im Triumph in seine Hauptstadt Konstantinopel. Nach neueren Untersuchungen zog er am 21. März 630 (oder 631) mit glänzendem Gefolge nach Jerusalem, um dort die hochverehrte Reliquie wieder in die Grabeskirche hinter dem Golgotahügel zu bringen. Doch verblieb sie nicht dauerhaft in Jerusalem, sondern wurde 635 nach Konstantinopel transferiert.
Heute befinden sich die größten bekannten Kreuzreliquien in Staurotheken im Vatikan, auf dem Berg Athos, in Brüssel, Venedig, Gent, Paris und Limburg (Limburger Staurothek); sehr viele kleinere sind über die Welt verteilt. Die größte Kreuzreliquie nördlich der Alpen befindet sich im Stift Heiligenkreuz (Niederösterreich). In den allermeisten katholischen Kirchen werden seit Jahrhunderten am Karfreitag Nachbildungen des Kreuzes Christi gezeigt und verehrt.

## Liturgie des Festes

### Römisch-katholisch
Die erste Tageslesung Num 21,4–9  verknüpft die Verehrung des Kreuzes mit der alttestamentlichen Erzählung von der Kupferschlange, die Mose während einer Schlangenplage anfertigen und an einer Stange aufhängen sollte. Der Aufblick zu ihr bewirkte Rettung.
Das Evangelium aus dem Nachtgespräch Jesu mit Nikodemus (Johannes 3,13–17 ) gibt dazu die Deutung: „Wie Mose die Schlange in der Wüste erhöht hat, so muss der Menschensohn erhöht werden, damit jeder, der (an ihn) glaubt, in ihm das ewige Leben hat“.
Die Präfation vom Tag stellt dem Kreuz Christi als Baum des Lebens typologisch den Baum des Sündenfalls gegenüber, von dem der Tod seinen Ausgang nahm: „Du (Gott) hast das Heil der Welt auf das Holz des Kreuzes gegründet. Vom Baum des Paradieses kam der Tod, vom Baum des Kreuzes erstand das Leben. Der Feind [= Schlange, Teufel], der am Holz gesiegt hat, wurde auch am Holze besiegt durch unseren Herrn Jesus Christus.“
Die im Jahr 600 entstandenen Hymnen des Venantius Fortunatus in den Laudes und in der Vesper sind dieselben wie in der Karwoche: Vexilla regis (Der König siegt, sein Banner glänzt) bzw. Heilig Kreuz, du Baum der Treue.
Da Kreuzerhöhung als Herrenfest in der liturgischen Rangordnung höherrangig ist als ein Sonntag im Jahreskreis, verdrängt es diesen in den Jahren, in denen es auf einen Sonntag fällt.
Dem heiligen Kreuz geweihte Kirchen feiern am 14. September ihr Patrozinium, oft verbunden mit einer Prozession oder Wallfahrt, so in Ottbergen bei Hildesheim. Die bekannteste Kreuzkirche, eine der sieben römischen Pilgerkirchen, ist Santa Croce in Gerusalemme. Das Fest Kreuzerhöhung gehört zu den Eigenfesten des Ritterordens vom Heiligen Grab zu Jerusalem.
Bis zur Reform des liturgischen Kalenders durch Papst Johannes XXIII. am 25. Juli 1960 wurde am 3. Mai das Fest Kreuzauffindung begangen. Seitdem wird der Kreuzauffindung ebenfalls am 14. September als „Kreuzfest“ gedacht. Der 3. Mai hat in den deutschsprachigen Ländern lediglich vereinzelt regional und in der außerordentlichen Form des römischen Ritus Bedeutung. In Lateinamerika, insbesondere in Peru, ist die Feier der Kreuzfeste im Mai (Cruz de Mayo) hingegen noch weit verbreitet.

### Evangelisch und anglikanisch
Der Tag wird als Holy Cross Day in Teilen der Anglikanischen Kirche sowie denjenigen (besonders englischsprachigen) lutherischen Kirchen begangen, die dem Revised Common Lectionary folgen. Daneben wird er auch im Evangelischen Tagzeitenbuch der Evangelischen Michaelsbruderschaft geführt.
Im deutschsprachigen Raum findet sich der Kreuzerhöhungstag nicht in den Kalendern evangelischer Kirchen. Im englischsprachigen Raum verwenden zahlreiche evangelische und anglikanische Kirchen das Revised Common Lectionary. Dessen Lesungen sind im Falle des Kreuzerhöhungstages unabhängig vom Lesejahr:

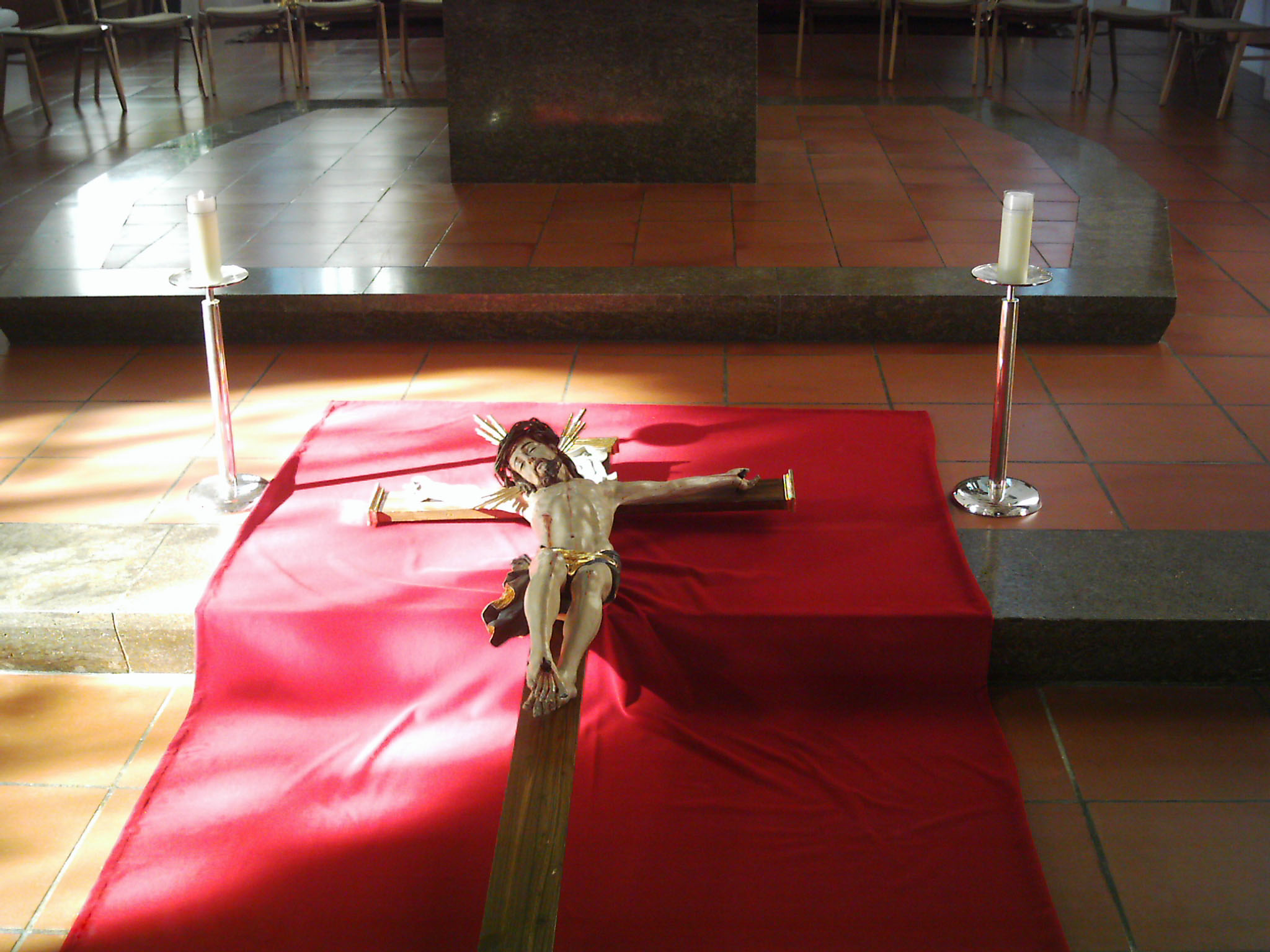
Vor der Kreuzverehrung

- Erste Lesung: 4. Mos 21, 4b–9 (siehe 4 Mos 21,4–9 NRSV)
- Psalm: Ps 98,1–5 NRSV oder Ps 78,1–2.34–38 (siehe Ps 78,1–38 NRSV)
- Zweite Lesung: 1 Kor 1,18–24 NRSV
- Evangelium: Joh 3,13–17 NRSV[5]

## Kreuzverehrung am Karfreitag

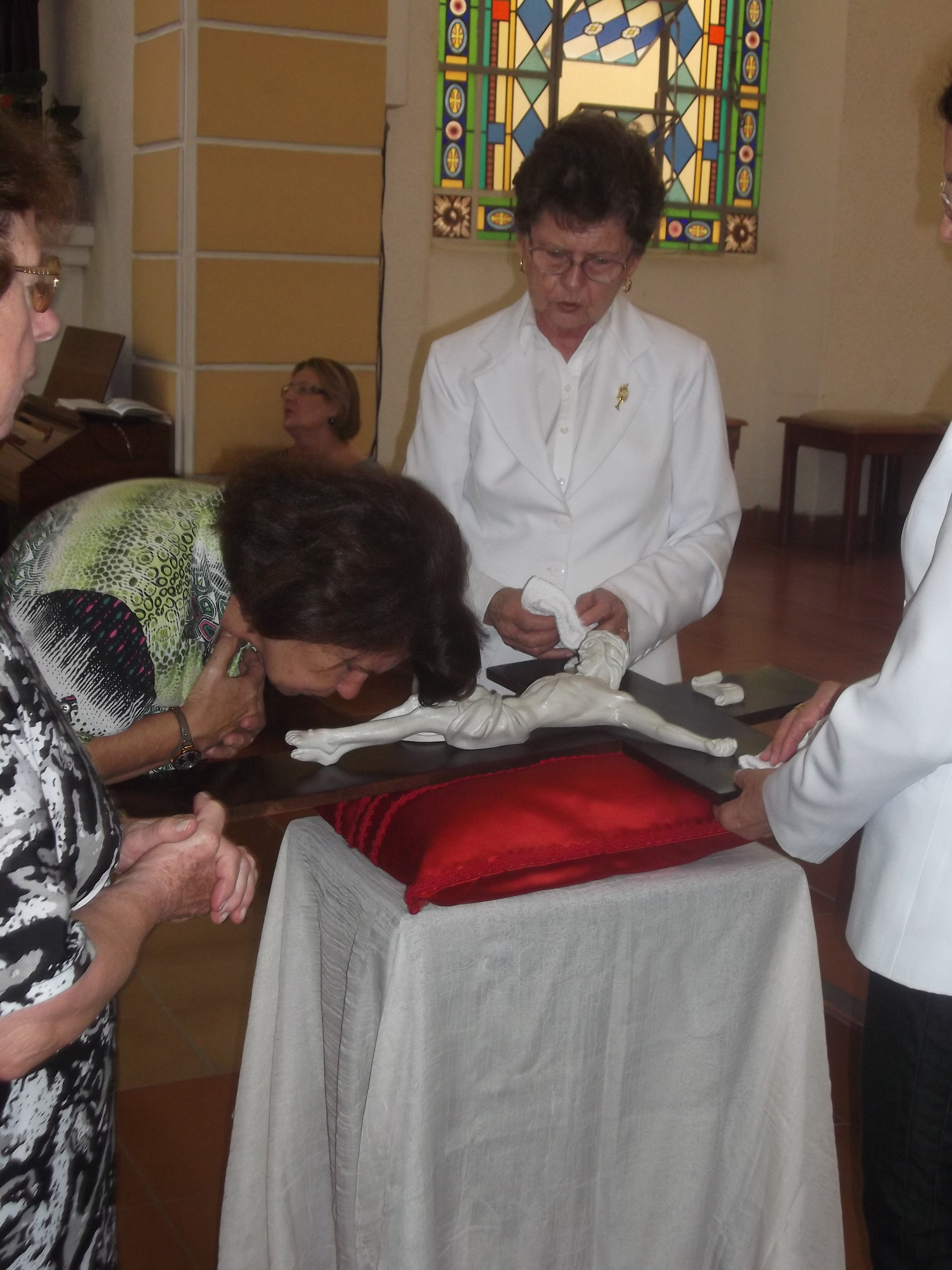
Kreuzverehrung in der Karfreitagsliturgie (Portugal)

In der Liturgie der katholischen Liturgie findet in der Feier vom Leiden und Sterben Christi am Karfreitag die Kreuzverehrung statt. Ein Kruzifix wird den Mitfeiernden hoch erhoben gezeigt („Kreuzerhöhung“), und der Priester lädt alle mit einem gesungenen Ruf zur Kreuzverehrung ein. Dieser traditionelle Gebetsruf lautet „Seht das Holz des Kreuzes, an dem das Heil der Welt gehangen. Kommt, lasset uns anbeten!“ (lateinisch: Ecce lignum crucis, in quo salus mundi pependit. Venite adoremus!). Danach treten alle Mitfeiernden zum Kreuz und verehren es durch die alten liturgischen Gesten der Kniebeuge und des Kusses. Währenddessen werden traditionell die Improperien, Lieder wie O du hochheilig Kreuze oder Heilges Kreuz, sei hochverehret gesungen.